# 阿尔热卢斯
阿尔热卢斯（法語：Argelouse，法語發音：[aʁʒəluz]）是法国朗德省的一个市镇，属于蒙德马桑区。

## 地理
阿尔热卢斯（44°21'58"N, 0°38'47"W）面积22.79 平方千米，位于法国新阿基坦大区朗德省，该省份为法国西南部沿海省份，是法國本土面积第二大的省，北起吉倫特省，西临大西洋，南至大西洋比利牛斯省，东临热尔省，东北与洛特-加龍省接壤。
与阿尔热卢斯接壤的市镇（或旧市镇、城区）包括：圣桑福里安、贝拉德、马诺、索尔。

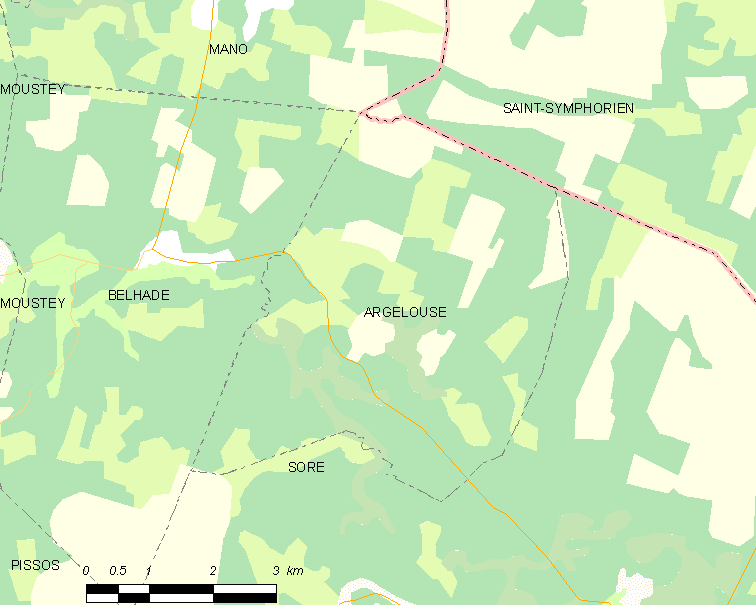
阿尔热卢斯的OSM定位图

阿尔热卢斯的时区为UTC+01:00、UTC+02:00（夏令时）。

## 行政
阿尔热卢斯的邮政编码为40430，INSEE市镇编码为40008。

## 政治
阿尔热卢斯所属的省级选区为上朗德-阿马尼亚克县。

## 人口

1962-2008年间阿尔热卢斯人口变化图示

阿尔热卢斯于2022年1月1日时的人口数量为96人。